# Akademischer BC 1897 Charlottenburg
Der Akademischer BC 1897 Charlottenburg war ein studentischer Sportverein aus Berlin und einer der 86 Gründungsvereine des Deutschen Fußball-Bundes.

## Geschichte
Der Club ging 1897 aus einer Abspaltung von Mitgliedern des Akademischen SC 1893 Berlin hervor. Die Fußballer des Clubs waren zunächst im Verband Deutscher Ballspielvereine (VDB) organisiert und trugen ihre Spiele auf einem Exerzierplatz nahe dem Schloss Charlottenburg aus. In der Saison 1897/98 spielte der Verein in der höchsten Klasse, zog sich aber bereits nach fünf Spielen wieder zurück.
Auf der Gründungsversammlung des Deutschen Fußball-Bundes am 28. Januar 1900 in Leipzig wurde der Club durch den damaligen VDB-Vorsitzenden Fritz Boxhammer vertreten.
Nach den Anfangsjahren im VDB organisierte der Klub 1903 das erste Universitäts-Turnier in Berlin und siegte im Finale 2:1 gegen den BFC Preussen. Die weitere Geschichte des Clubs ist nicht überliefert.